# Ondangwa
Ondangwa è un centro abitato della Namibia, situato nella Regione dell'Oshana.